# 图牧吉劳管所
图牧吉劳管所，是中国内蒙古自治区兴安盟扎赉特旗下辖的一个乡镇级行政单位。

## 行政区划
图牧吉劳管所共辖以下地区：
虚拟劳管所虚拟生活区。